# William Charles Cole Claiborne
William Charles Cole Claiborne (ur. w 1775, zm. 23 listopada 1817 roku w Nowym Orleanie, Luizjana) – amerykański prawnik i polityk.
W latach 1797–1801 z ramienia Partii Demokratyczno-Republikańskiej reprezentował stan Tennessee w Izbie Reprezentantów Stanów Zjednoczonych, pomimo tego, że mając początkowo mniej niż 25 lat nie miał biernego prawa wyborczego określonego w Konstytucji Stanów Zjednoczonych.
W 1801 roku został mianowany gubernatorem terytorium Missisipi.
W 1803 roku z polecenia prezydenta Thomasa Jeffersona został wysłany jako jeden z komisarzy do Nowego Orleanu, aby dopełnić formalności związanych z zakupem Luizjany przez Stany Zjednoczone od Francji. Początkowo Claiborne wraz z generałem Jamesem Wilkinsonem wspólnie administrowali nowo nabytym terytorium. W 1804 roku Claiborne został mianowany samodzielnym gubernatorem terytorium Orleanu, które obecnie stanowi stan Luizjana. Funkcję tę piastował do 1812, gdy Luizjana przystąpiła do Stanów Zjednoczonych jako 18. stan.
Jako gubernator terytorialny Claiborne ustanowił jednostki podziału administracyjnego, tzw. parafie (ang. parish), ustanowił podstawy nowego prawa cywilnego oraz położył podwaliny pod system edukacji. Claiborne usiłował również doprowadzić do lepszej integracji ludności kreolskiej poprzez publikowanie aktów prawnych zarówno po angielsku, jak i francusku oraz prowadzenie spraw sądowych w obu językach.
Po wstąpieniu Luizjany do Unii w 1812 roku Claiborne kontynuował swoją funkcję gubernatorską, gdy został wybrany pierwszym stanowym gubernatorem Luizjany. W tym samym roku wybuchła wojna brytyjsko-amerykańska. Zadaniem Caliborne'a jako gubernatora było zorganizowanie stanowej gwardii, szczególnie gdy dowiedział się od Jeana Lafitte o brytyjskich planach inwazji na Luizjanę. W 1814 roku wraz z generałem Andrew Jacksonem Claiborn przygotowywał umocnienia wokół Nowego Orleanu, aby odeprzeć ewentualny atak Brytyjczyków. Po bitwie na jeziorze Borgne Jackson poznał dokładną pozycję, w jakiej znajdowały się siły brytyjskie i ustanowił nową linię obrony wzdłuż kanału Chalmette, gdzie Brytyjczycy zostali pokonani w bitwie pod Nowym Orleanem 8 stycznia 1815 roku.
W 1816 roku Claiborne opuścił fotel gubernatora i został wybrany do Senatu Stanów Zjednoczonych, gdzie zasiadał przez kilka miesięcy od 4 marca 1817 roku do śmierci 23 listopada 1817 roku w Nowym Orleanie. Przyczyną jego śmierci w wieku 42 lat było schorzenie wątroby.